# コンポスト (バンド)
コンポスト（Compost）は、コロムビア・レコードから2枚のアルバムをリリースしたアメリカのフュージョン・バンド。
そのメンバーは、ボブ・モーゼス、ハロルド・ヴィック、ジュマ・サントス、ジャック・グレッグ、ジャック・ディジョネットであった。彼らのセカンド・アルバム『ライフ・イズ・ラウンド』には、ローランド・プリンス、エド・フィニー、ジーン・リー、ルー・コートニーも参加している。

## ディスコグラフィ

### スタジオ・アルバム
- 『コンポスト』 - Compost (1972年、Columbia)
- 『ライフ・イズ・ラウンド』 - Life Is Round (1973年、Columbia)